# Prisión Federal de Alcatraz
La Prisión Federal de Alcatraz, o Penitenciaría de los Estados Unidos (conocida comúnmente como Alcatraz), fue una prisión federal de máxima seguridad en la Isla de Alcatraz, localizada a 2.01 km frente a la costa de San Francisco, California, Estados Unidos, la cual funcionó desde 1934 a 1963.
El edificio principal de la prisión se construyó entre 1910 y 1912, en ese tiempo fue una prisión militar del Ejército de Estados Unidos; Alcatraz fue una ciudadela desde 1860. Los cuarteles disciplinarios de Estados Unidos, la Sucursal del Pacífico en Alcatraz fue adquirida por el Departamento de Justicia de Estados Unidos el 12 de octubre de 1933, y la isla se convirtió en una prisión de la Oficina Federal de Prisiones en agosto de 1934, después de que los edificios fueron modernizados para satisfacer los requerimientos de una prisión de seguridad de primera categoría. Dada esta alta seguridad y la ubicación de Alcatraz en las frías aguas y fuertes corrientes de la Bahía de San Francisco, los operadores de la prisión tenían la creencia de que Alcatraz era a prueba de escapes y la prisión más fuerte de América.
Alcatraz fue diseñada para detener prisioneros que causaban constantemente problemas en otras prisiones federales. Una de las prisiones más notorias y mejor conocidas del mundo durante muchos años, Alcatraz alojó 250 de los criminales más despiadados de América, incluyendo a Al Capone, Robert Franklin Stroud (el pajarero de Alcatraz), Bumpy Johnson, Rafael Cancel Miranda, Mickey Cohen, Arthur Baker, James "Whitey" Bulger, y Alvin Karpis (quien sirvió más tiempo en Alcatraz que cualquier otro recluso). También proporcionó vivienda al personal de la Oficina de Prisiones y a sus familias. Un total de 36 prisioneros hicieron 14 intentos de escapes durante los 29 años de existencia de la prisión, el más notable de los cuales fue el intento de escape más violento en mayo de 1946 conocida como la "Batalla de Alcatraz", y podría decirse que el exitoso "Escape de Alcatraz" por Frank Morris, John Anglin, y Clarence Anglin en junio de 1962 en uno de los escapes más intrigantes jamás concebidos. Enfrentado con altos costos de mantenimiento y pobre reputación, Alcatraz clausuró el 21 de marzo de 1963.
El edificio de celdas de tres pisos incluye los cuatro bloques principales de la cárcel, Bloque-A, Bloque-B, Bloque-C, y Bloque-D, la oficina del alcaide, el área de visitas, la Biblioteca, y la barbería. Las celdas de la prisión medían 9 pies (2,7 m) por 5 pies (1,5 m) por 7 pies (2,1 m) alto. Las celdas eran primitivas y carecían de privacidad, con una cama, un escritorio y un lavabo y un inodoro en la parte posterior de la pared, con pocos muebles excepto una manta. Los afroamericanos fueron segregados del resto en celdas designadas debido al abuso racial siendo prevalente. El Bloque-D alojaba a los peores reclusos y cinco celdas al final de este eran designadas como "El Agujero", donde los prisioneros que se portaban mal los mandaban por un periodo de tiempo para que fueran castigados, a menudo brutalmente. El comedor y la cocina estaban fuera del edificio principal en una parte extendida donde los prisioneros y el personal comían sus tres comidas al día juntos. El Hospital de Alcatraz estaba arriba del comedor.
Los corredores de la prisión eran nombrados como las principales calles de Estados Unidos como Broadway y Avenida Míchigan. Trabajar en la prisión era considerado como un privilegio para los reclusos y muchos de los mejores reclusos eran contratados en el Edificio de Modelos Industriales y el Edificio de Nuevas Industrias durante el día, implicados activamente en proveer, para la milicia, en muchos trabajos como coser y carpintería y hacer varias actividades de mantenimiento y de lavandería.
Hoy en día la penitenciaría es un museo y una de las mayores atracciones turísticas de San Francisco, atrayendo a 1,5 millones de visitas anuales. La antigua prisión es ahora un museo público gestionado por el Servicio Nacional de Parques dentro de la Golden Gate National Recreation Area, y los edificios gravemente erosionados de la antigua prisión han sido objeto de trabajos de restauración y mantenimiento en los últimos años.

## Historia

### Construcción

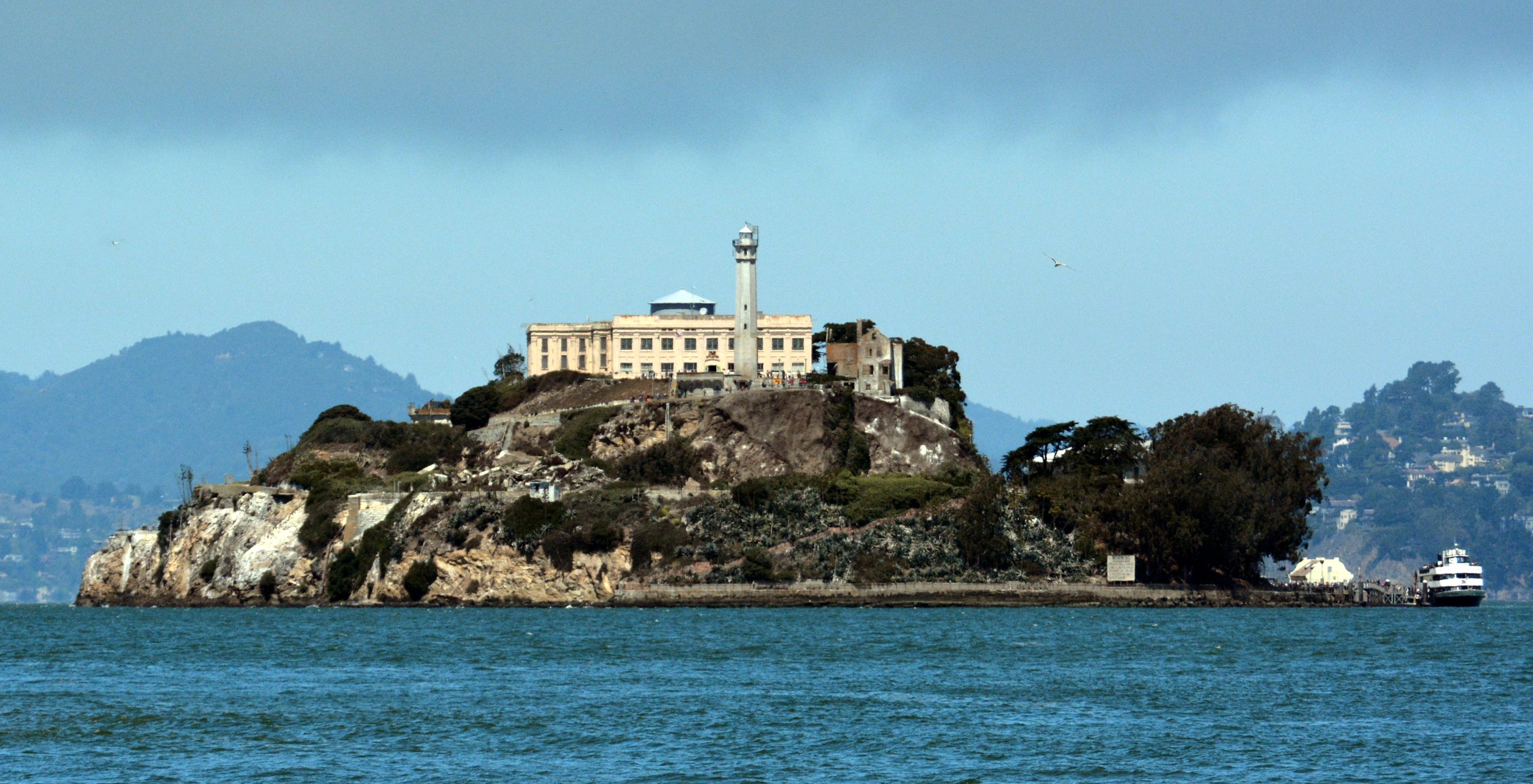
Isla de Alcatraz

El edificio de celdas principal era originalmente el edificio de celdas para la alcaldía militar y la prisión, la cual existió en Alcatraz desde 1860. Un nuevo edificio de celdas se construyó entre 1910 y 1912 con un presupuesto de 250.000 $ y tras su terminación, el edificio de concreto de 500 pies (152,4 m) de largo fue según dicen el edificio de hormigón más largo del mundo de todos los tiempos. Este edificio permaneció entre 1933 y 1934, pero fue modernizado y se convirtió en el edificio principal de celdas de la Prisión Federal de Alcatraz hasta 1963, cuando fue clausurado. Cuando la prisión de hormigón fue construida en 1910-12, muchos materiales fueron reusados para su construcción. Las escaleras de hierro del interior y la puerta del edificio de celdas cerca de la barbería al final del Bloque-A se conservaron de la antigua ciudadela y enormes bloques de granito utilizados originalmente como monturas de armas fueron reutilizados como mamparos de muelle y muros de retención. Muchos de los antiguos barrotes de las celdas fueron usados para reforzar las paredes, causando problemas estructurales más tarde debido al hecho de que muchos fueron ubicados cerca del borde donde estaban sujetos a la erosión del aire salado y el viento durante años.

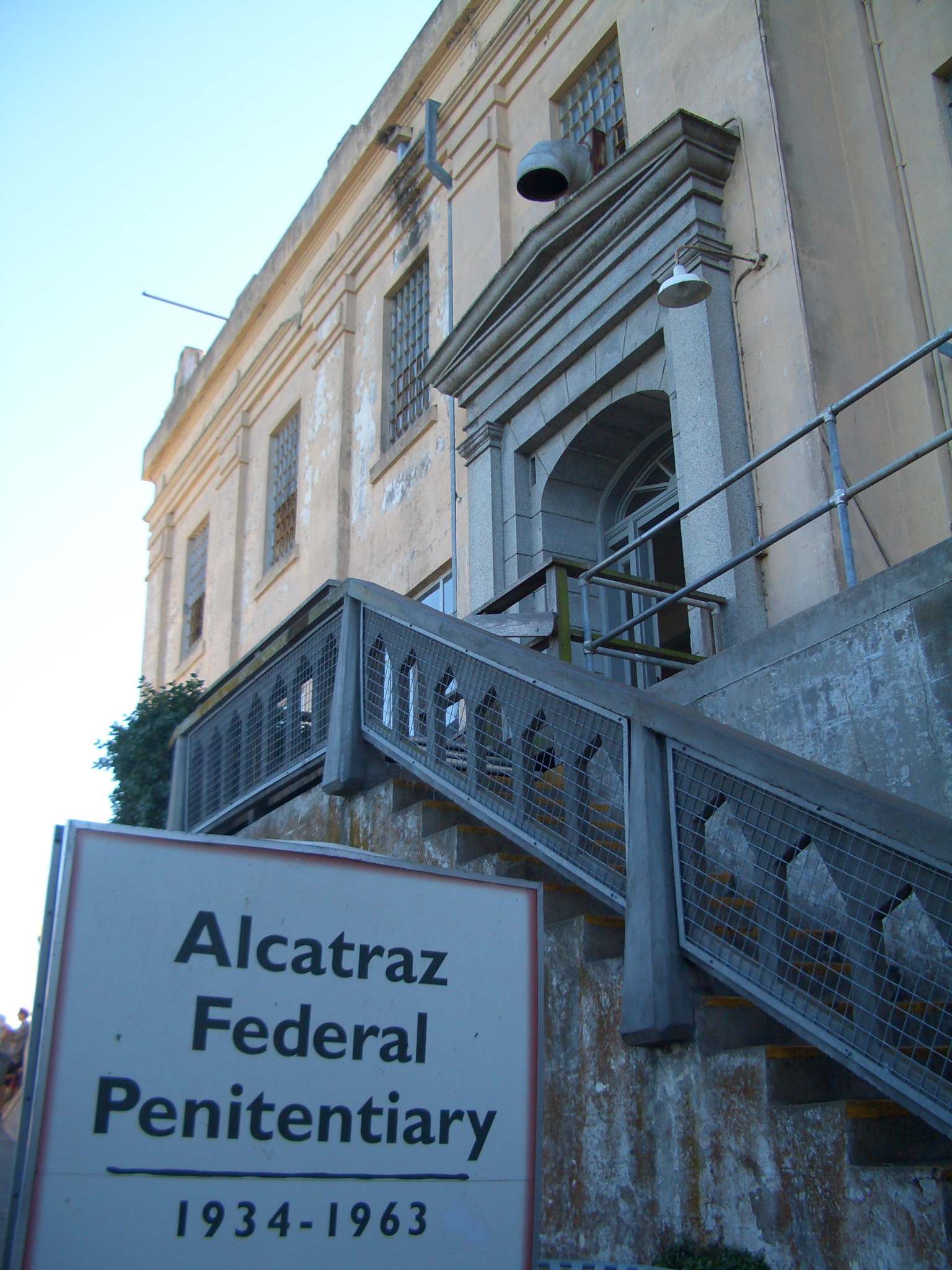
Entrada

Después de que el ejército de Estados Unidos usara la isla durante más de 80 años (1850–1933), la isla quedó bajo la jurisdicción del Departamento de Justicia de Estados Unidos para su uso por la Oficina Federal de Prisiones. El propósito de esta transferencia fue castigar a aquellos que estuvieran involucrados en el crimen desenfrenado el cual prevaleció en el país en 1920 y 1930. Los cuarteles disciplinarios de Estados Unidos fueron adquiridos por el Departamento de Justicia el 12 de octubre de 1933, y la isla se convirtió en el Buró Federal de Prisiones en agosto de 1934. La conversión por 260.000 dólares a prisión federal tuvo lugar en enero de 1934. Dr. George Hess del Servicio de Salubridad Pública de los Estados Unidos fue nombrado director médico de la prisión y el Dr. Edward W. Twitchell se convirtió en un consultor de psiquiatría para Alcatraz en enero de 1934. Las instalaciones del hospital fueron checadas por tres oficiales del Hospital de Marina de San Francisco. El personal del Buró de Prisiones llegó a Alcatraz a comienzos de febrero; con ellos estaba Loring O. Mills, oficial mayor. En abril de 1934, el material viejo fue retirado de la prisión, se hicieron agujeros en el hormigón y se instalaron 269 celdas, construidas con cuatro vagones de acero pedidos desde Obras de Hierro Stewart. Una leyenda en las obras es que un cargamento de celdas y hierro cayó accidentalmente en la Bahía de San Francisco durante el transporte desde el puerto de San Francisco a Alcatraz y nunca se recuperó, estos tuvieron que ser pedidos de nuevo. Dos de cuatro escaleras fueron construidas, como también 12 puertas de los corredores y rejillas de la parte superior de las celdas. El 26 de abril, un fuego accidental rompió el techo y un electricista fue herido en el pie al dejar una alcantarilla caer sobre él. Una cerca alrededor de Alcatraz fue añadida por la Industria de Anclaje de Postes de Cerca y luces de emergencia en la morgue y el tablero de operaciones fue añadido por Enterprise Electric Works. En junio de 1934, la Corporación Teletouch de Nueva York comenzó la instalación de una "pistola electro-magnética o sistema de detección de metales" en Alcatraz; los detectores se añadieron en el muelle, en la entrada principal del bloque de celdas, y en la puerta de entrada trasera. Los guardias fueron instruidos en como operar los nuevos dispositivos de bloqueo el 30 de julio de 1934, y el nuevo equipo de radio fue probado por la Guardia Costera de Estados Unidos y el Departamento de Policía de San Francisco en el mismo día. Chequeos y evaluaciones finales se realizaron en los dos primeros días de agosto.

### El inicio de Alcatraz
Alcatraz fue diseñado para retener a prisioneros que causaron constantemente problemas en otras prisiones federales, una "prisión de último recurso" para mantener el peor de los peores criminales que no tenían esperanza de rehabilitación. A las 9:40 a. m. el 11 de agosto de 1934, el primer grupo de 137 prisioneros llegó a Alcatraz, llegaron por ferrocarril desde la Penitenciaría de Estados Unidos en Leavenworth, Kansas hacia Santa Venetia, California, antes de que fueran escoltados a Alcatraz, esposados en tren con vagones de alta seguridad y resguardados por 60 Agentes Especiales del FBI , U.S. Marshals, y oficiales de seguridad ferroviaria. Se conoce que unos 32 presos de la prisión militar original estaban entre los primeros reclusos. La mayoría de los prisioneros eran famosos ladrones de bancos y falsificadores, asesinos o sodomitas. Entre los primeros reclusos había también 14 hombres de la Isla McNeil, Washington. El 22 de agosto, 43 prisioneros llegaron de la Penitenciaría de Atlanta y 10 de la Penitenciaría del Noreste, Lewisburg, Pennsylvania. El 1 de septiembre, uno de los prisioneros llegó del Asilo y Cárcel de Washington y otros siete del Reformatorio del Distrito de Columbia en Virginia, y el 4 de septiembre, otro lote de prisioneros llegaron en tren desde Leavenworth. Los presos siguieron llegando, principalmente de Leavenworth y Atlanta en 1935 y el 30 de junio de 1935, la penitenciaría tenía una población de 242 presos, aunque algunos presos como Verrill Rapp ya habían sido transferidos de Alcatraz algunos meses antes. En el primer aniversario como penitenciaría federal, el 30 de junio de 1935, la Oficina de Prisiones señaló que:

El establecimiento de esta institución no solo proporciona un lugar seguro para la detención del tipo más difícil de criminales, sino también tiene un efecto positivo en la disciplina en nuestras otras penitenciarías. No se ha notificado ninguna perturbación de ningún tipo durante todo el año.

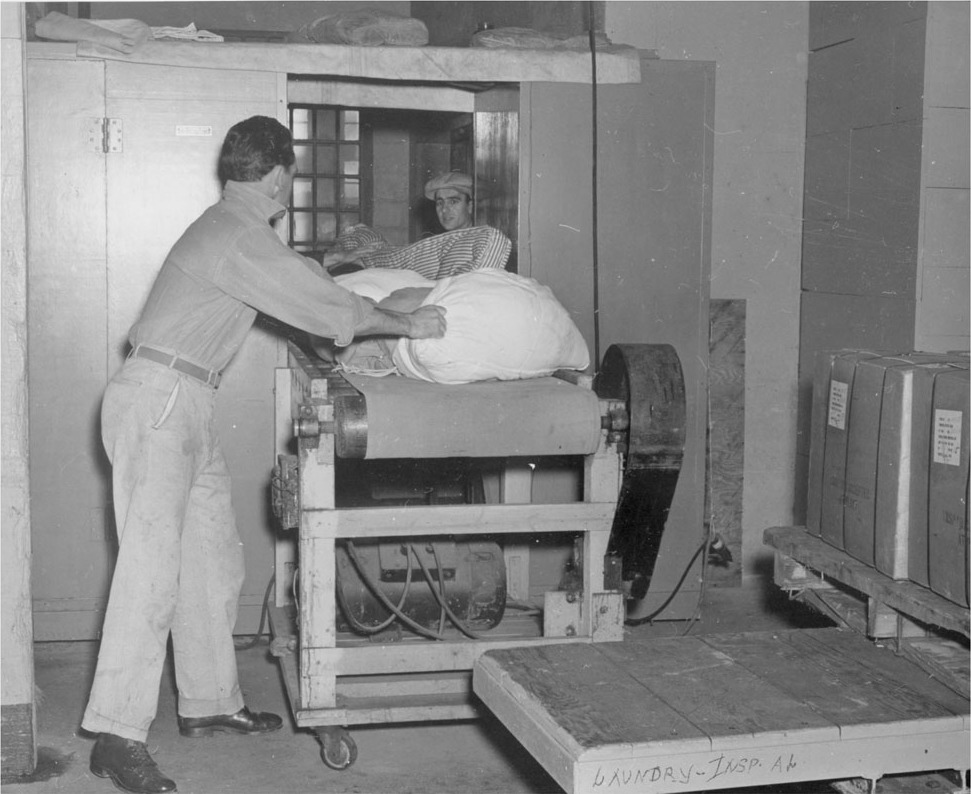
Servicio de lavandería de Alcatraz

Los detectores de metal inicialmente causaron problemas por sobrecalentamiento y a menudo tuvieron que ser desactivados. Tras el fracaso de la Corporación Teletouch en enmendar el problema, en 1937 se dio por terminado su contrato y fueron multados con más de 200 dólares por tres nuevos detectores suministrados por los Laboratorios Federales.
El 10 de enero de 1935, una fuerte tormenta causó un corrimiento de tierras en Alcatraz, causando que el edificio de industrias modelo se deslizara. Esto marcó el inicio de una serie de cambios en las instalaciones de la isla. Fue construida una escollera alrededor de ésta y fue reforzada, se añadió una torre de guardia a la azotea en junio de 1936 y en el mismo mes los cuarteles fueron remodelados en 11 apartamentos y nueve habitaciones individuales para solteros; para este momento ya había 52 familias viviendo en la Isla de Alcatraz, incluyendo 126 mujeres y niños. Los problemas con los edificios de industrias y la persistencia con los problemas de servicios públicos con algunos de los edificios viejos y sistemas condujeron a cambios extensos en 1937, incluyendo nuevas rejillas a prueba de herramientas en los ventiladores del techo de las celdas, dos nuevas calderas instaladas en la casa del generador y una nueva bomba para la filtración de agua salada y se añadieron barandillas a las escaleras. Entre 1939 y 1940, hubo una reurbanización de 1,1 millones de dólares, incluyendo la construcción del Edificio de Nuevas Industrias, una completa revisión de la casa del generador con un nuevo motor de diésel, el edificio de una nueva depósito de agua para resolver los problemas de almacenamiento de agua, nuevos bloques de apartamentos para funcionarios, mejoras en el muelle, y la conversión del Bloque-D en celdas de aislamiento. Los cambios fueron realizados en julio de 1941. Los talleres del Edificio de Nuevas Industrias se convirtieron en altamente productivos para la fabricación de uniformes militares y redes de carga y otros artículos que tenían gran demanda durante la Segunda Guerra Mundial y en junio de 1945 se informó que las penitenciarias federales habían hecho 60.000 redes.

### Reputación

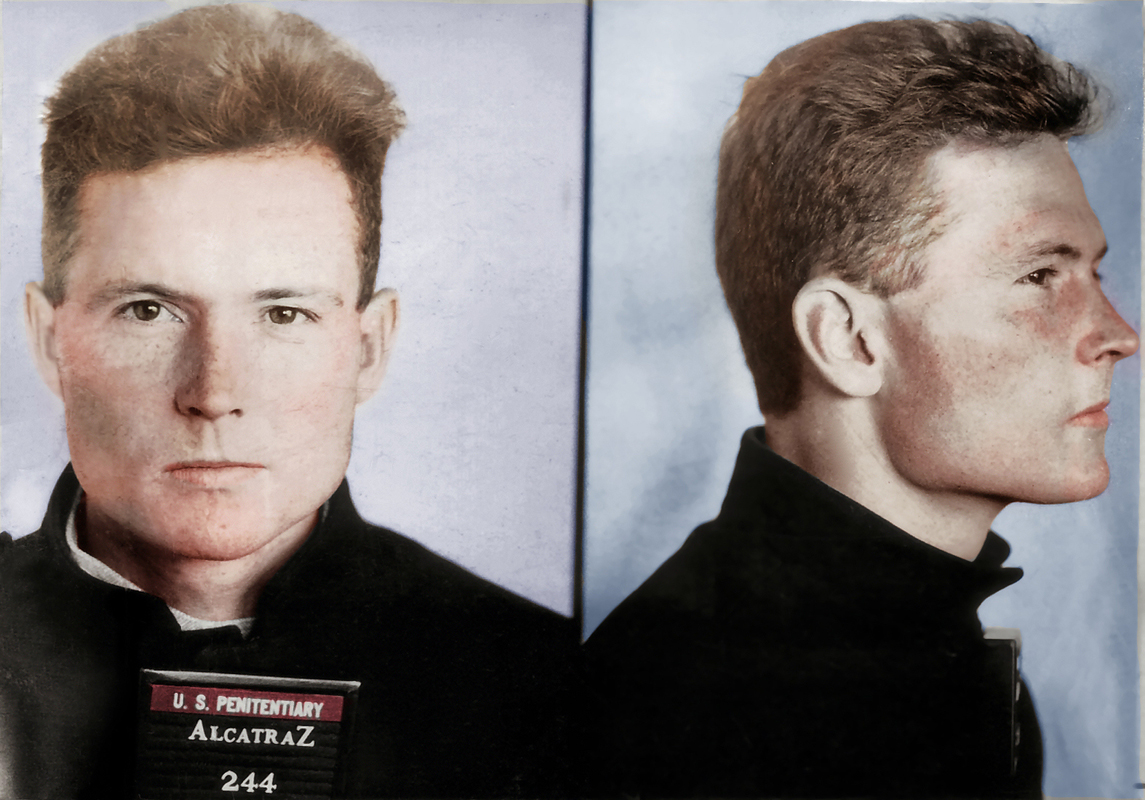
Henri Young quien fue condenado por asesinar a su compañero de celda en 1941; Fue condenado en la penitenciaría de Alcatraz.

Alcatraz se hizo acreedora a una mala fama y reputación debido a que desde su inicio se consideró como la prisión más estricta en América y considerada por muchos la más temible de aquella época, y donde ex prisioneros notificarían frecuentemente de actos de brutalidad y condiciones inhumanas en las que su integridad era puesta en juego. Ed Wutke fue el primer prisionero en recurrir al suicidio en Alcatraz. Rufe Persful se mutiló los dedos después de tomar un hacha del camión de bomberos, pidiéndole posteriormente a otro recluso que le hiciera lo mismo en la otra mano. Un escritor describió Alcatraz como “el gran bote de basura de la Bahía de San Francisco, en el cual todas las demás prisiones federales depositaban sus más podridas manzanas”. En 1939 el nuevo ministro de justicia de Estados Unidos Frank Murphy afrentó contra la penitenciaría diciendo: “Toda la institución es conductora de la psicología que desarrolla una siniestra y ambiciosa actitud entre los presos”. La reputación de la prisión no fue mejor, debido a la llegada de más de los ladrones de mayor peligro de América, incluyendo Robert Stroud, “el hombre pájaro de Alcatraz” en 1942, quien paso 17 años en Alcatraz. Sin embargo algo que contradice un tanto su mala reputación y la verdad de que varios ex prisioneros la nombraban “Hellcatraz” basado en sus horrores, algunos prisioneros reportaban que las condiciones de vida en Alcatraz eran mucho mejores que la mayoría de las otras prisiones en el país, especialmente la comida, y muchos se ofrecieron como voluntarios para llegar a Alcatraz.
El 3 de diciembre de 1940, Henri Young asesinó a su compañero de celda Rufus McCain cuando corría de la mueblería a la sastrería, lugar donde McClain trabajaba, y violentamente lo apuñaló; McClain murió cinco horas después. Young fue sentenciado a Alcatraz por asesinato en 1933 y se vio envuelto en un intento de escape en el que el famoso villano Doc Barker fue disparado a la cabeza. Young pasó aproximadamente veintidós meses en confinamiento solitario como resultado del intento de escape, sin embargo después fue acreedor a un derecho de trabajo en la mueblería. Fue juzgado en 1941, lo que llevó a Alcatraz a una reputación peor, cuando los abogados de Young apelaron que él no había podido ser responsable del asesinato de McClain, argumentando que sufrió un “cruel e inusual castigo” previo a su tormento propinado por los guardias de la prisión. Young fue acusado de homicidio involuntario y su sentencia aumento tan solo dos años.

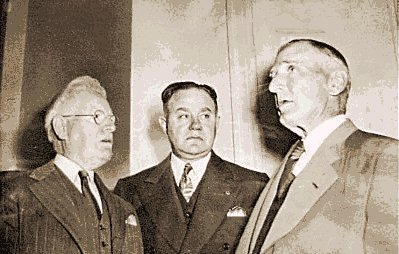
De izquierda a derecha: Director James A. Johnston, Director asociado E.J. Miller, Fiscal de Distrito Frank J. Hennessy

### Años finales
Para la década de 1950, las condiciones de la prisión mejoraron, y los prisioneros fueron gradualmente permitidos a obtener más privilegios, tales como tocar instrumentos musicales, ver películas los fines de semana, pintar, y usar el radio; el estricto código de silencio se volvió más relajado y los prisioneros tenían permitido hablar en voz baja. Sin embargo, la prisión continuó siendo impopular en el continente dentro de la década de 1950; fue por mucho la prisión más cara de los Estados Unidos y continuó a ser percibida como la más extrema de América. En su reporte anual de 1952, el Director James V. Bennett hizo el llamado por una institución más centralizada para reemplazar Alcatraz. Un informe de 1959 indicó que Alcatraz era más de 3 veces más cara de mantener que las demás prisiones promedio de Estados Unidos; eran 10 dólares diarios por cada uno de los prisioneros, comparado con los 3 $ de las demás prisiones. El problema de Alcatraz fue empeorado por el hecho de que la prisión estaba severamente dañada estructuralmente debido a la exposición con la sal y el viento, y se necesitarían 5 millones de dólares para cubrir los gastos del problema. Las mayores reparaciones iniciaron en 1958 pero para 1961 la prisión fue evaluada por ingenieros como un caso perdido, y Robert F. Kennedy presentó planes para una nueva institución de máxima seguridad en Marion, Illinois, Penitenciaría de los Estados Unidos, Marion. Luego del escape de Alcatraz en junio de 1962, la prisión fue objeto de investigaciones importantes, y con los grandes problemas estructurales y los gastos en curso, la prisión finalmente cerró el 21 de marzo de 1963. El reporte final de la Agencia de Prisiones dijo acerca de la Penitenciaría Federal de Alcatraz: “La institución cumplió con un importante propósito tomando en cuenta la tensión de las más grandes y viejas instituciones en las islas de Atlanta, Leavenworth y McNeil, ya que nos permitió movernos a la institución más pequeña, cuidadosamente resguardada para los artistas del escape, los mafiosos del gran tiempo, y aquellos que necesitaban protección de otros grupos.”
Hoy en día la penitenciaría es un museo y una de las más grandes atracciones turísticas de San Francisco, atrayendo aproximadamente a 1,5 millones de visitantes anualmente. Los visitantes llegan en un barco al puerto, y se hace un recorrido por la isla y las celdas, así como un espectáculo de audio y narraciones con anécdotas de ex reclusos y guardias de Alcatraz. La atmósfera de la penitenciaria aún es considerada como misteriosa y escalofriante. Protegida por el National Park Service y National Register of Historic Places, los edificios mayormente dañados por la erosión, fueron sujetos a trabajos de mantenimiento y restauración en los últimos años.

### Intentos de escape
De acuerdo a los guardias de la prisión, una vez que un convicto llegaba al muelle de Alcatraz, sus primeros pensamientos eran enfocados a como escapar. Durante sus 29 años de funcionamiento, la penitenciaria declaró que ningún prisionero logró escapar exitosamente. Un total de 36 prisioneros hicieron 14 intentos de escape, 2 hombres lo intentaron 2 veces; 23 fueron descubiertos, 6 fueron disparados en la cabeza durante el escape, 2 se ahogaron, y 5 desaparecidos y presuntamente ahogados.
El primer intento fallido de escape fue el 27 de abril de 1936 por Joseph Bowers, a quien le fue asignado el deber de la quema de basura en el incinerador. Él intentó escapar durante sus horas laborales escalando una cerca de alambre al borde de la isla. Cuando fue descubierto en tal acto y rechazó las órdenes del funcionario de prisiones localizado en la torre de vigilancia, fue disparado. Fue gravemente herido en la caída de más de 15 m (50 pies) y, en consecuencia murió.
El primer intento de escape en romper la reputación de Alcatraz como “la prueba de escape” fue hecho el 16 de diciembre de 1937 por Theodore Cole y Ralph Roe. Durante sus horas de trabajo en uno de los talleres cortaron las barras de hierro de las ventanas y se sumergieron en las aguas de la bahía para escapar. Era un día con una gran tormenta y el agua de la bahía era bastante turbulenta. Como nunca fueron encontrados, fueron declarados por las autoridades de la prisión como ahogados, ya que se cree que fueron ahogados en la bahía y sus cuerpos fueron barridos dentro del mar debido a las corrientes turbulentas de la bahía.

#### Batalla de Alcatraz

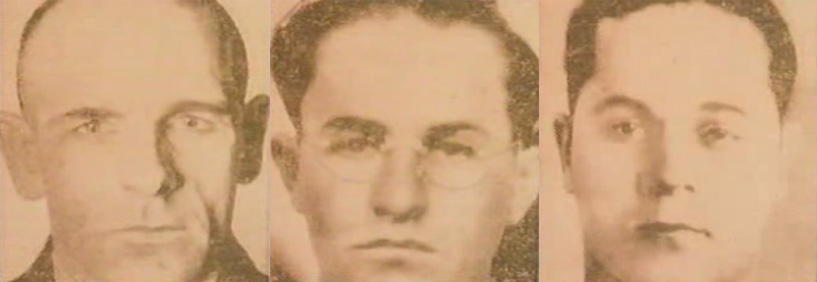
Bernard Coy, Marvin Hubbard y Joseph Cretzer fueron asesinados en la Batalla de Alcatraz.

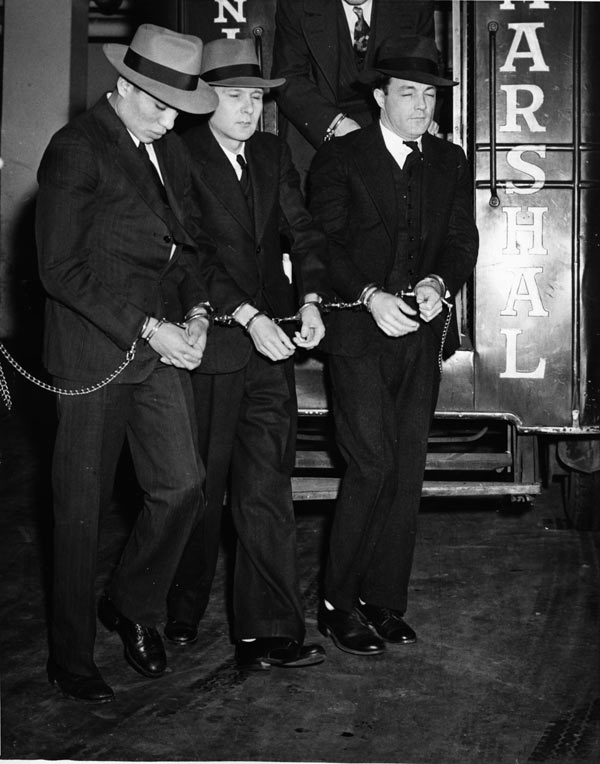
Carnes, Shockley y Thompson en camino a la corte por el juicio en la Batalla de Alcatraz

El intento de escape más violento ocurrió en mayo 2–4, 1946, cuando un intento fallido por seis prisioneros conllevó a la Batalla de Alcatraz, también conocida como "Alcatraz Blastout". Fue llevada a cabo por seis prisioneros; Bernard Coy, Joseph Cretzer, Sam Shockley, Clarence Carnes, Marvin Hubbard y Miran Thompson. Ellos atrevidamente tomaron control de la cárcel, se sobrepusieron a los guardias y oficiales y capturando el cuarto de armas y las llaves de la puerta del patio recreativo. Su objetivo era escapar en bote desde el muelle, pero cuando fallaron en obtener las llaves de la puerta exterior, ellos decidieron luchar. En la pelea que tuvieron se las arreglaron para tomar a dos guardias como rehenes a quienes eventualmente mataron dos días después. Impulsados por Shockley y Thompson, Cretzer disparó a los rehenes a una distancia muy corta. Uno de los guardias, William Miller, sucumbió ante sus lesiones, mientras el segundo guardia, Harold Stites, fue asesinado en la cárcel. Aunque Shockley, Thompson, y Carnes regresaron a sus celdas, los otros tres, Coy, Cretzer y Hubbard, persistieron en su pelea. Los Marines de EUA intervinieron para ayudar a los guardias y asesinar a los tres prisioneros. En esta batalla, aparte de los guardias y los prisioneros asesinados, otros 17 guardias y un prisionero resultaron lesionados. Shockley, Thompson, y Carnes fueron enjuiciados por el asesinato de los guardias. Shockley y Thompson, quienes fueron sentenciados a muerte a través de la cámara de gas, la cual fue llevada a cabo en San Quintín en diciembre de 1948. De cualquier forma, Carnes, quien tenía solo 19 años de edad, fue sentenciado a cadena perpetua.

#### "Fuga de Alcatraz"
El 11 de junio de 1962, Frank Morris, John Anglin, y Clarence Anglin llevaron a cabo uno de los escapes más complejos jamás vistos. Detrás de las celdas de los prisioneros en el bloque B (donde el escape fue planeado) había un corredor descuidado de 3 pies (0,9144 m). Los prisioneros escaparon por el hormigón que estaba dañado de humedad y salieron por el conducto de ventilación hacia este corredor, usando herramientas como una cuchara de metal soldada con plata obtenida de una moneda de 10 centavos y un taladro eléctrico improvisado con un motor de ventilador robado. El ruido fue disfrazado por acordeones que eran tocados durante la hora de música, y el progreso fue cubierto por paredes falsas las cuales, en los oscuros recesos de las celdas, engañaban a los guardias.

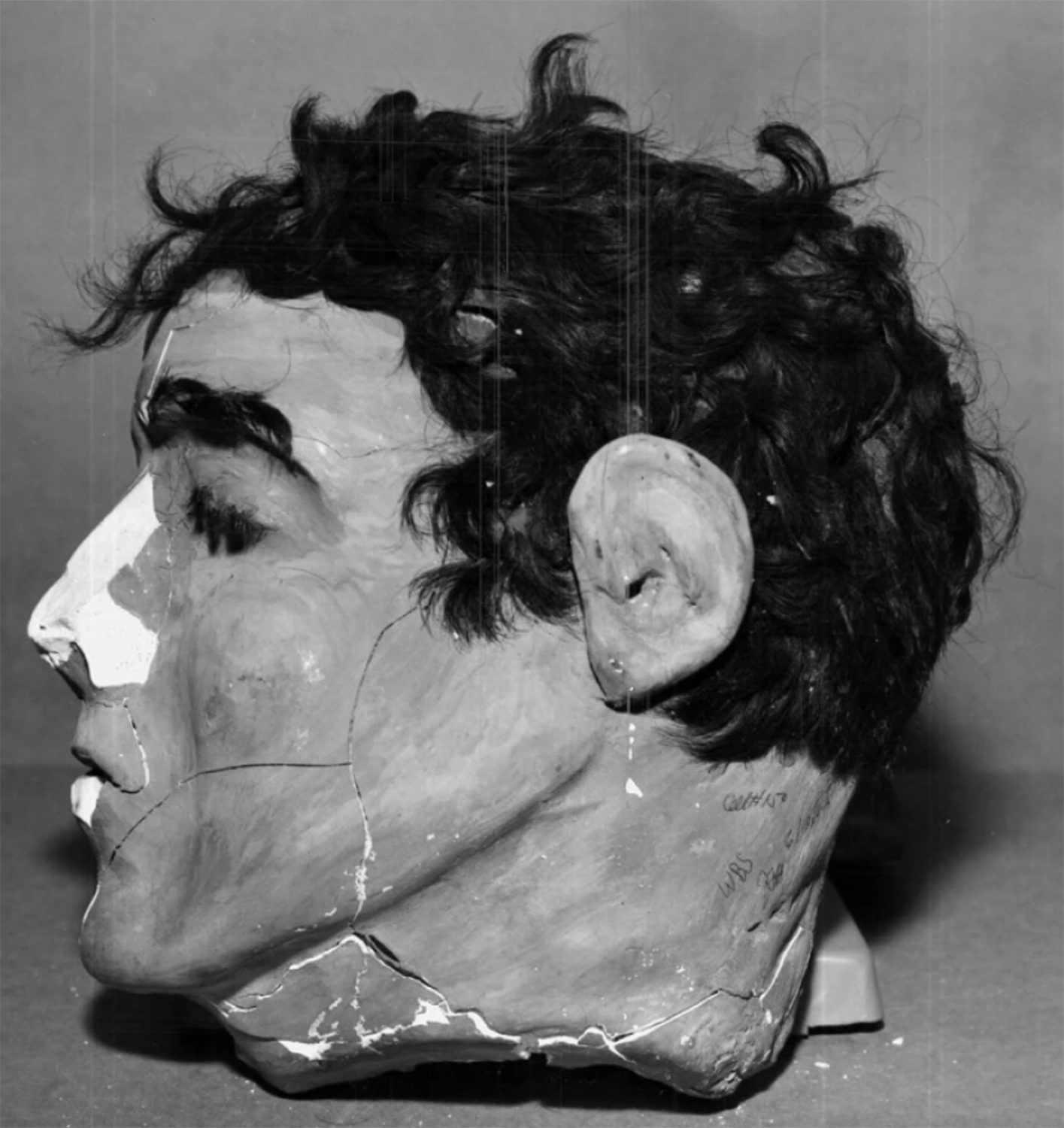
Perfil de la cabeza encontrada en la celda de Frank Morris

La ruta de escape fue trazada a través de la ventilación; los prisioneros retiraron el ventilador y el motor, reemplazándolas con una malla de metal y dejando espacio suficiente para que un prisionero pudiera entrar. Robaron un cable abrasivo de carburo de silicio de un taller de la prisión, los prisioneros retiraron los remaches de la rejilla. En sus camas, reemplazaron con maniquíes hechos de papel maché y pelo que robaron de la barbería. Los fugitivos también construyeron una balsa inflable durante muchas semanas con más de 50 impermeables robados, los cuales prepararon en lo alto del bloque de celdas, ocultado a los guardias por medio de hojas que habían colocado sobre los lados. Ellos escaparon a través de la ventilación en el techo y salieron de Alcatraz.
Las investigación oficial por parte del FBI fue asistida por otro prisionero, Allen West, quien fue parte del grupo de los fugitivos pero que fue dejado atrás. La pared falsa de West se mantuvo durmiendo por lo cual la cubrió con cemento, el cual colocó. Cuando Morris y los Anglins aceleraron el escape, West desesperadamente arrancó la pared pero en el momento en el cual él escapó, sus compañeros ya se habían ido. Artículos pertenecientes a los prisioneros, incluyendo paletas de madera contrachapada y partes de la balsa hecha de impermeables fueron encontrados cerca de Isla Ángel. La investigación del FBI que se llevó a cabo de 1962 a finales de diciembre de 1979 fue finalmente considerada como cerrada. Los informes oficiales sobre la fuga indican que los prisioneros se ahogaron en las frías aguas de la bahía mientras intentaban tocar tierra firme, haciendo poco posible que pudieran recorrer las 1,25 millas que había hasta tierra firme por las fuertes corrientes del océano y el agua a temperaturas frías que alcanzaban los 50 a 55 grados Fahrenheit. Sin embargo, ha habido informes que indican que había un bote ilegal en la bahía la noche del escape, que un Chevy fue robado por tres hombres en tierra firme, y que ha habido avistamientos de los tres hombres, y que amigos y familiares han recibido muchas cartas postales y mensajes no firmados. La madre de los hermanos Anglin recibe flores anónimamente cada día de las madres y dos grandes e inusuales mujeres fueron reportadas de atender a su funeral después de desaparecer. Una llamada a los oficiales de la oficina de los Estados Unidos fue hecha un día antes del escape por un hombre diciendo que él era John Anglin. En 1979 la película Escape from Alcatraz describe la fuga. Protagonizada por Clint Eastwood, Fred Ward, Jack Thibeau como Frank Morris, John Anglin, y Clarence Anglin, respectivamente. Allen West fue interpretado por Larry Hankin; el nombre de su personaje fue cambiado a Charley Butts. La película da fuertes indicios de que los hombres lograron tocar tierra firme.